# Krikor Bedros VI Jeranian
Krikor Bedros VI Jeranian, in italiano Gregorio Pietro VI (... – 22 settembre 1840), è stato eparca di Marasc e sesto patriarca della Chiesa armeno-cattolica.

## Biografia
Alla morte di Krikor Bedros V Kupelian, suo predecessore, Krikor Jeranian fu eletto patriarca il 23 giugno 1812 col nome di Pietro VI e consacrato il giorno dopo, festa della natività di san Giovanni Battista, nella chiesa di Santa Maria Assunta a Bzoummar. Fu confermato dalla Santa Sede e ricevette il pallio l'8 aprile 1815. Giurista, poliglotta ed uomo di cultura, visse uno dei momenti più difficili ed insieme più esaltanti per la nazione armena. Durante il suo patriarcato gli armeni dell'impero ottomano, particolarmente quelli che abitavano nel Libano, accusati di sostenere la causa ellenica, furono sottoposti a persecuzioni ed ostilità da parte del governo imperiale, tra il 1828 ed il 1830. In quest'anno, grazie soprattutto all'appoggio delle potenze europee, il governo turco fu costretto a riconoscere legalmente gli armeno-cattolici, che fino ad allora, dal punto di vista civile, dipendevano dal patriarcato armeno-ortodosso di Costantinopoli. Si venne così a costituire, per la Chiesa armeno-cattolica dell'impero, quello che già esisteva per la Chiesa sorella: ossia l'esistenza di un duplice centro di potere, quello religioso a Bzommar in Libano (dove Krikor Bedros VI Jeranian aveva la sua sede), e quello civile a Costantinopoli, affidato all'arcivescovo armeno-cattolico della capitale imperiale. Questa dicotomia creerà non pochi problemi di giurisdizione e di competenze negli anni successivi.

## Successione apostolica
La successione apostolica è:
- Vescovo Kapriel (Gabriel) Khoudeyd (Hadid) (1813)
- Vescovo Abraham Kupelian (1823)
- Patriarca Krikor Bedros VIII Der Asdvadzadourian (1826)
- Vescovo Parsegh Ayvazian (1838)
- Arcivescovo Joseph Ferrabian (Farraïan), I.C.P.B. (1838)